# Jaime de Carreras

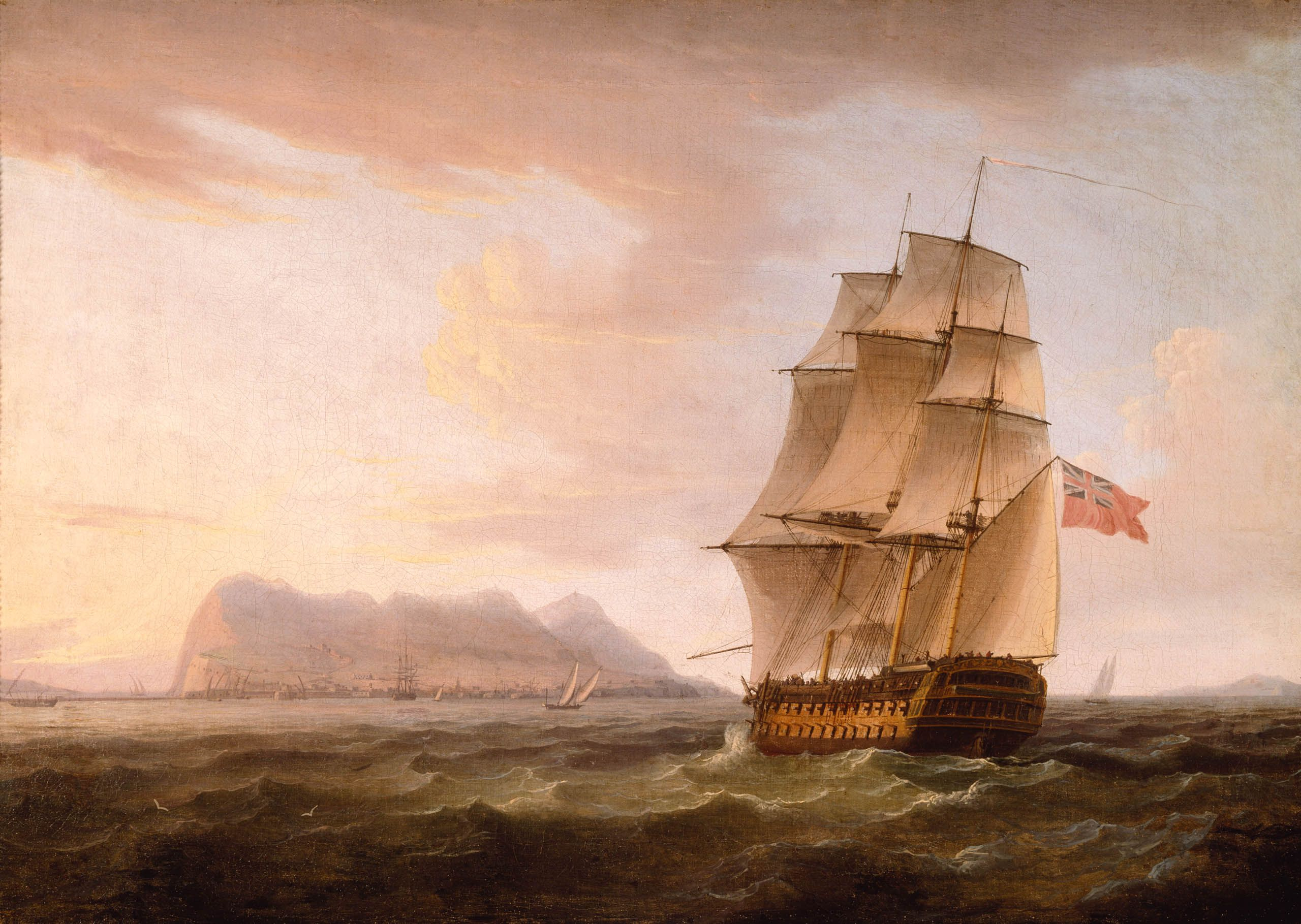
Toma de Gibraltar (1704), en la que participó el primer marqués de Carreras.

Jaime de Carreras y del Portal, primer marqués de Carreras (? — Ducado de Milán, 1743) fue un militar que sirvió al Archiduque Carlos de Austria, primero como pretendiente al trono de España durante la Guerra de Sucesión y luego como Emperador del Sacro Imperio Romano Germánico.
Formó parte del fracasado golpe austracista de 1704 en Barcelona, motivo por el cual tuvo que huir de la ciudad. Participó en la toma de Gibraltar de 1704 y en la defensa de Barcelona de 1706. Sirvió en Cerdeña hasta 1717; en Sicilia, donde fue gobernador de Trapani (1721-1735); en el Imperio, donde fue gobernador de Trieste; y en el Ducado de Milán, donde fue nombrado lugarteniente del emperador (1738-1743).
Ostentaba el título de conde de Carreras, que fue elevado a marqués de Carreras, en agradecimiento a los valiosos servicios prestados, por el Archiduque Carlos de Austria, entonces emperador, el  4 de septiembre de 1723.